# Sierakowski-Herrenhaus

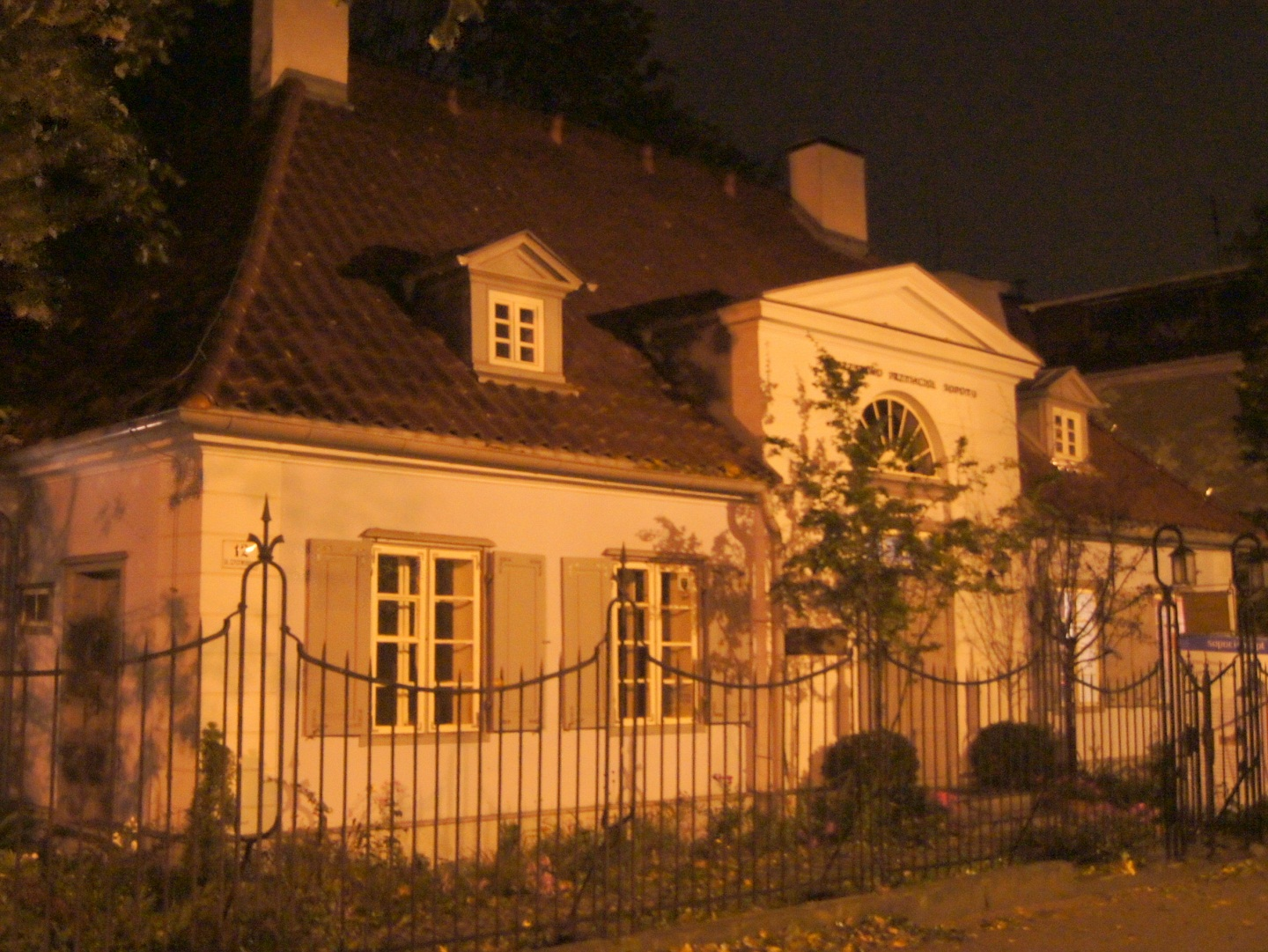
Sierakowski-Herrenhaus (2016)

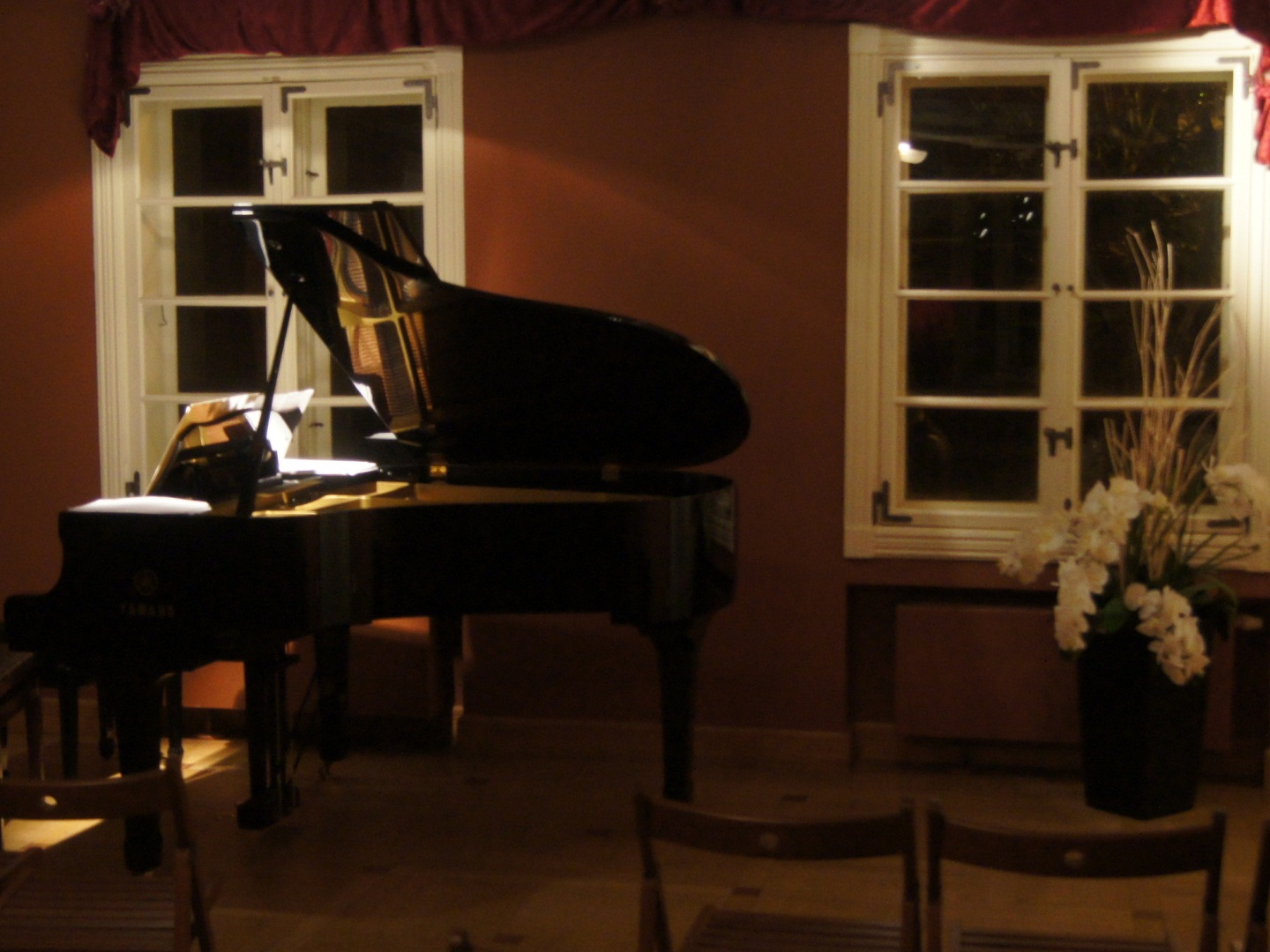
Im Veranstaltungsraum

Das Sierakowski-Herrenhaus in Zoppot (Dworek Sierakowskich w Sopocie) gehört zu den ältesten Bauwerken im polnischen Sopot, Woiwodschaft Pommern. Das „Herrenhäuschen“, so die wörtliche Übersetzung, dient heute kulturellen Zwecken.

## Geschichte
Das Gebäude liegt heute in der Stadtmitte des Seebads. Zu Beginn des 18. Jahrhunderts befand sich dort ein Sommerhaus, das zum Französischen Hof gehörte. Eigentümer war der Danziger Bürgermeister Andreas Borgmann. 1734 wurde das Anwesen im Polnischen Erbfolgekrieg zerstört.
Das wiederaufgebaute Gebäude wurde 1795 durch Kajetan Onufry Sierakowski (1753–1841) als Sommerresidenz umgebaut. Durch ihn erhielt es das Erscheinungsbild eines polnischen Landsitzes im Stil des Klassizismus. Auch der ein Hektar große Park wurde neu gestaltet. Der Graf war unter anderem Starost von Dobrzyń, Kronrat und Mitglied des Vierjährigen Sejm. Über die Verfassung von Verfassung vom 3. Mai 1791 schrieb er eine Broschüre. Bereits 1793 wurde der Bauherr mit dem Orden des Weißen Adlers und dem Sankt-Stanislaus-Orden ausgezeichnet. 1814 wurde es an die wohlhabende Danziger Familie Frantzius veräußert, die es bis 1904 in Besitz hatte.
Im 20. Jahrhundert erlebte das Anwesen einige Besitzwechsel. Der zugehörige Park wurde in mehrere Baugrundstücke aufgeteilt. Zu den Mietern gehörte auch der Architekt des Kasinohotels. Letzte Besitzer vor dem Zweiten Weltkrieg war die Familie Kries.
1945 kam das Haus in den Besitz der Stadt Sopot und wurde als Mietshaus für drei Familien umgestaltet. Obwohl dadurch einiges zerstört wurde, konnte vieles auch erhalten werden. Dazu gehören Doppeltüren, Stuck, Deckengemälde, Metallbeschläge und zwei Kachelöfen von etwa 1800.
Das verbliebene Ensemble wurde 1962 unter Denkmalschutz gestellt. Das Gebäude wurde 2010 vollständig renoviert und in seiner ursprünglichen Farbgebung wiederhergestellt.

## Nutzung
Das Haus befindet sich seit 1974 im Besitz der Gesellschaft der Freunde Zoppots. In ihm finden an jedem Donnerstag Konzerte statt. Daneben wird es für Ausstellungen, als Theater, für literarische Veranstaltungen und Treffen des Filmklubs KURORT genutzt. Ein Café, das dem jungen Byron gewidmet ist, ist täglich im Seitenflügel von 12 bis 23 Uhr geöffnet.